# Sulfadiazina
La sulfadiazina è un principio attivo della classe dei sulfamidici.

## Indicazioni
Viene utilizzato come medicinale per il trattamento della profilassi della febbre reumatica e in caso di toxoplasmosi in combinazione con la pirimetamina.

## Dosaggi
Per via orale
- Febbre reumatica, 1 g al giorno.

## Effetti indesiderati
Alcuni degli effetti indesiderati sono vomito, nausea, anoressia, diarrea, iperkaliemia.
Controindicata nei soggetti G6PDH carenti (fabici).